# Lascoria anxa
Lascoria anxa är en fjärilsart som beskrevs av Druce 1891. Lascoria anxa ingår i släktet Lascoria och familjen nattflyn. Inga underarter finns listade i Catalogue of Life.